# 5 (album de Megaherz)
Pour les articles homonymes, voir 5 (homonymie).
Albums de Megaherz
Herzwerk II
(2002) Heuchler
(2008)
5 est un album du groupe de metal industriel allemand Megaherz, sorti en 2004 et réédité aux États-Unis en 2006. C'est le seul de leur albums pour lequel on retrouve Mathias "Jablonski" Elsholz en tant que chanteur principal.

## Liste des pistes
| No  | Titre                      | Durée |
| --- | -------------------------- | ----- |
| 1.  | Dein Herz schlägt          | 4:12  |
| 2.  | Göttlich                   | 3:49  |
| 3.  | Ja Genau                   | 4:41  |
| 4.  | Gott sein '04              | 5:03  |
| 5.  | Wann wirst Du geh'n?       | 4:53  |
| 6.  | Mach' Dich Frei            | 3:12  |
| 7.  | Eigentlich                 | 3:06  |
| 8.  | Zeig' mir dein Gesicht     | 4:22  |
| 9.  | Ebbe & Flut                | 4:28  |
| 10. | Komm' rüber (Schattenland) | 3:58  |
| 11. | Weiter                     | 3:44  |
| 12. | Es tut weh                 | 4:19  |
| 13. | Augenblick                 | 5:19  |